# Model de Georgi-Glashow
En física teòrica, el model Georgi-Glashow és un model de Gran Teoria d'Unificació (GUT) de les interaccions i partícules fonamentals, basat en el grup de simetria SU(5), desenvolupat el 1974 pel premi Nobel Sheldon Glashow i Howard Georgi. Aquest model inclou un mecanisme de ruptura espontània de la simetria pel qual, a baixes energies, la simetria original completa esdevé la simetria menys general del model estàndard U(1)xSU(2)xSU(3).
Una de les prediccions d'aquest model és l'existència d'interaccions que transformarien quarks en leptons, violant la conservació del nombre bariònic (conservant-se, però, la suma del nombre bariònic més el nombre leptònic). Una d'aquestes interaccions permetria la desintegració del protó en altres partícules leptòniques. Aquestes interaccions són transmeses per noves partícules elementals anàlogues al bosó W i al bosó Z, anomenades bosons X i Y de càrrega elèctrica elemental 4/3 i 1/3, i càrrega de color neta (triplet o antitriplet). Com que la mateixa teoria permet calcular la taxa de desintegració, en principi és més o menys directe sotmetre a prova la teoria. La desintegració del protó, però, no ha estat observada i els límits d'error experimental permeten descartar la teoria, raó per la qual s'han buscat altres grups de simetria gauge que donen lloc a prediccions d'acord amb allò observat. L'elegància d'aquesta teoria ha fet que sigui la base de moltes altres propostes posteriors més complexes.